# Riems
Riems est une île côtière allemande de la mer Baltique.  Elle se situe au sud ouest de la baie de Greifswald dans le land de Mecklembourg-Poméranie-Occidentale.
Abritant l'Institut Friedrich-Loeffler, un centre de recherche sur les virus, son accès est interdit au public.

## Histoire

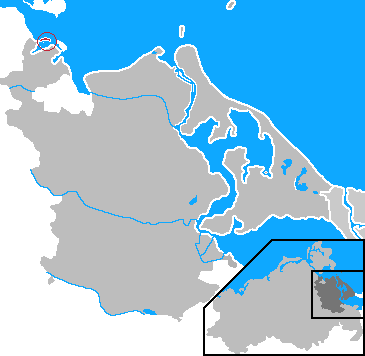
Situation de Riems en Mecklembourg-Poméranie-Occidentale, sur la Baltique

Riems a été habitée dès les temps préhistoriques. 
En 1910, elle a accueilli le premier centre de recherche virologique du monde, l'Institut Friedrich Loeffler fondé par Friedrich Löffler. Le troisième Reich l'a ensuite utilisé pour la recherche d'armes biologiques. 
Elle servira également de camp de prisonniers de guerre jusqu'en 1945, date de leur libération par les Russes. Après la guerre, le centre a employé jusqu'à 800 personnes pour la recherche et le développement de vaccins. 
Depuis 1997, c'est le siège du Riemser Friedrich-Loeffler-Institut (FLI) qui développe des recherches sur les maladies animales, comme l'encéphalite spongiforme bovine ou la fièvre porcine. Depuis 2006, il travaille à un vaccin contre la grippe aviaire. Il emploie environ 150 personnes.
Du fait de la présence de ce centre, de la sensibilité et de la dangerosité des recherches qu'il conduit, l'île est fermée au public,.

## Galerie

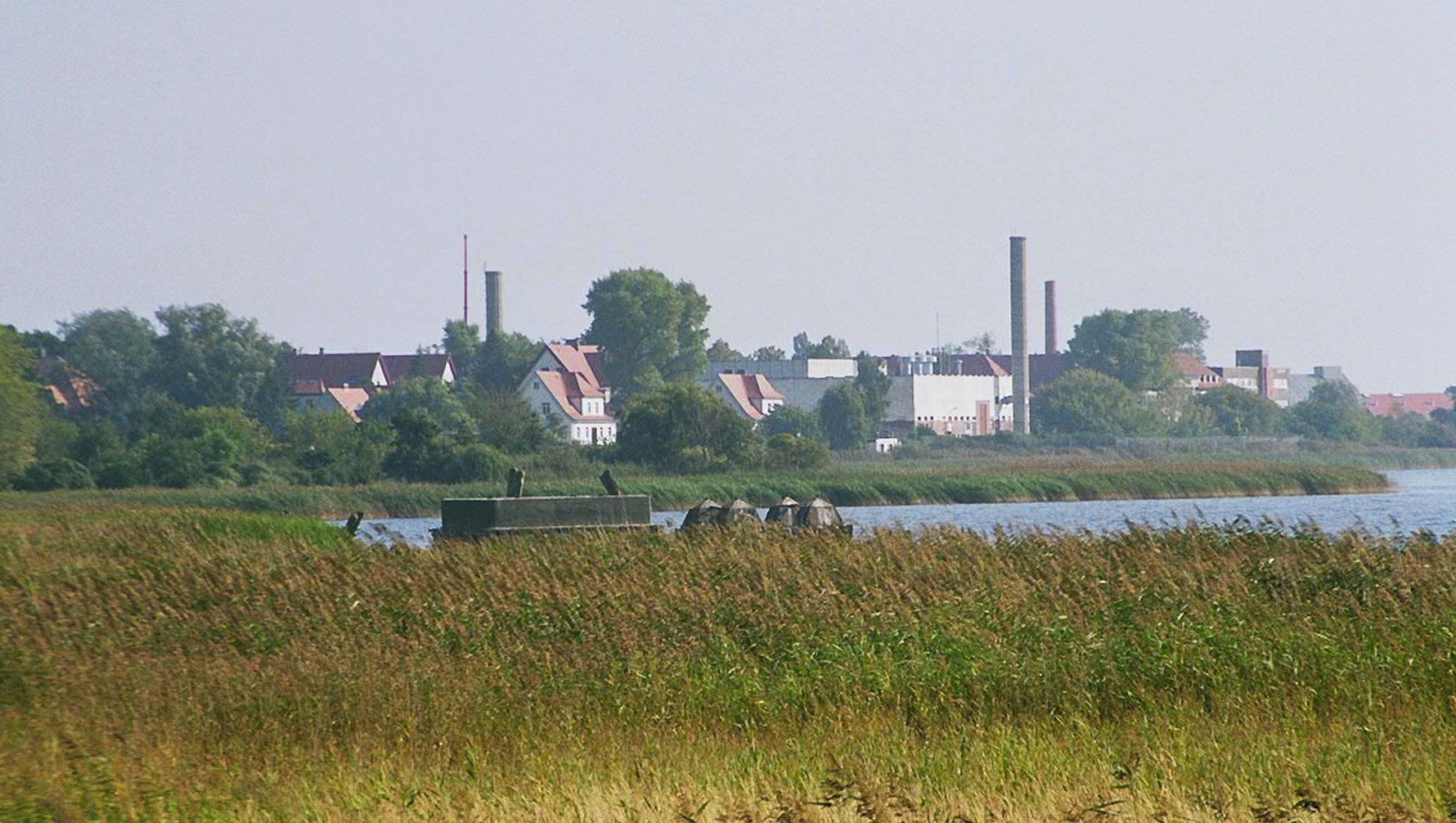
Vue sur l’île
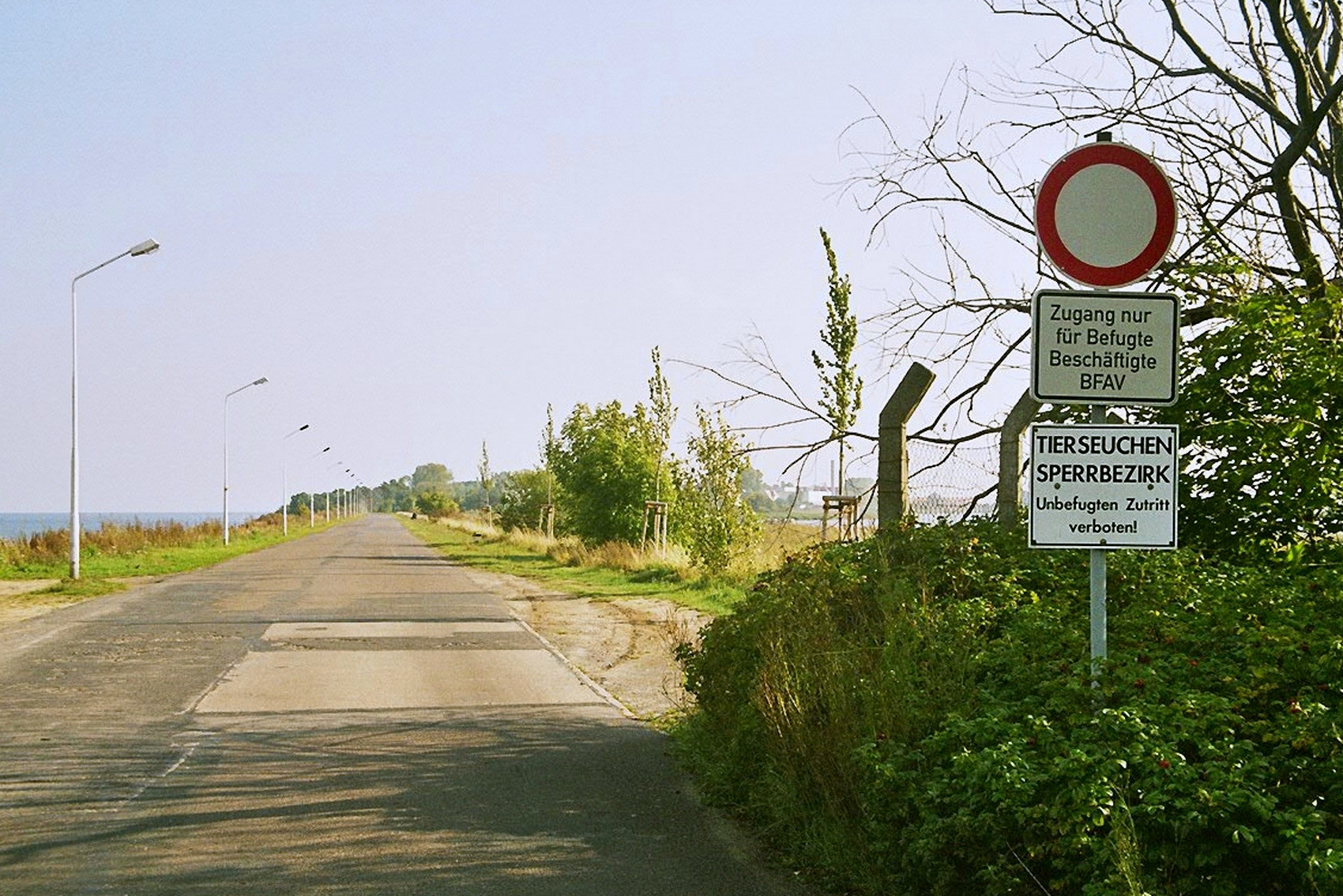
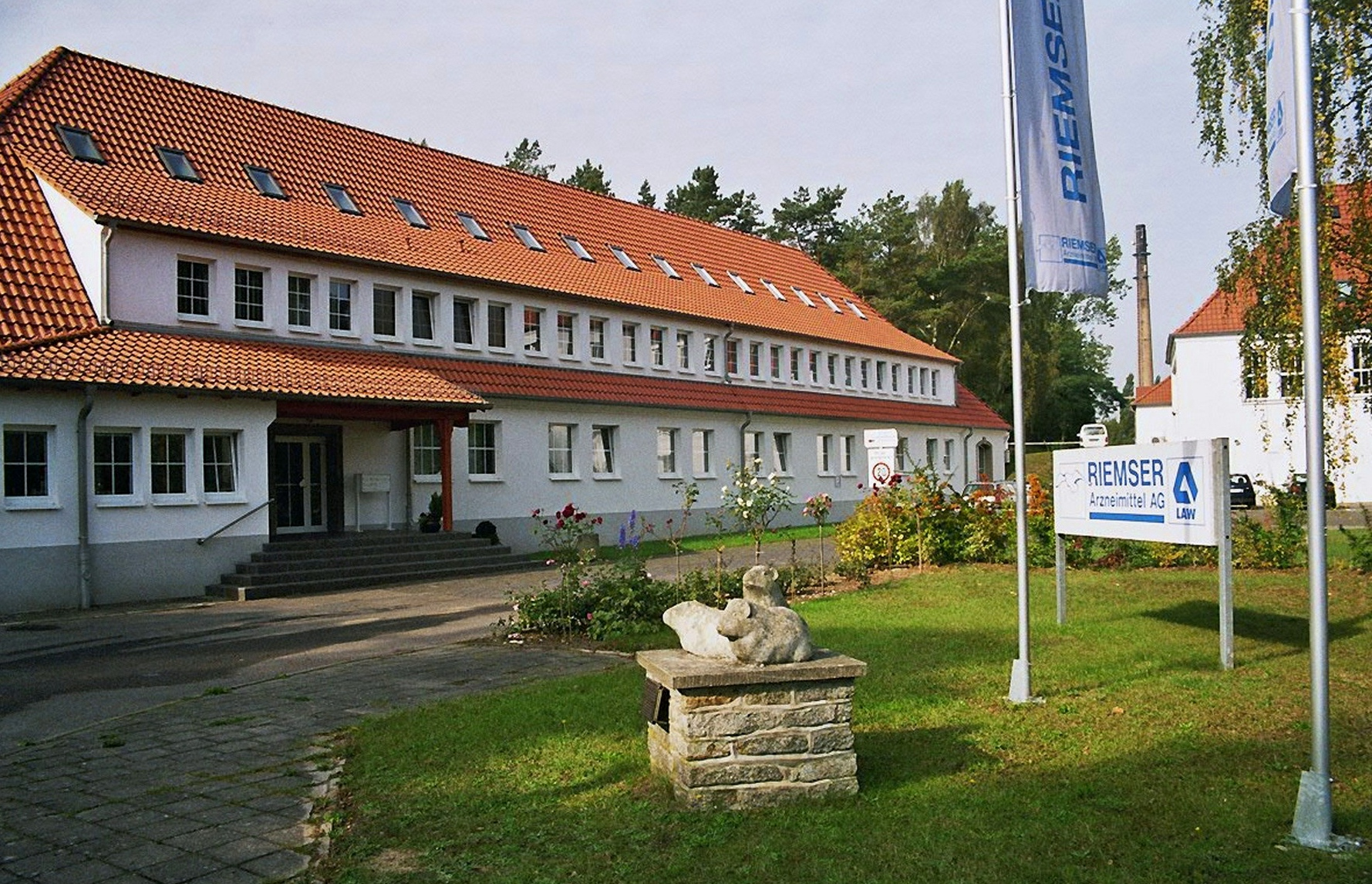
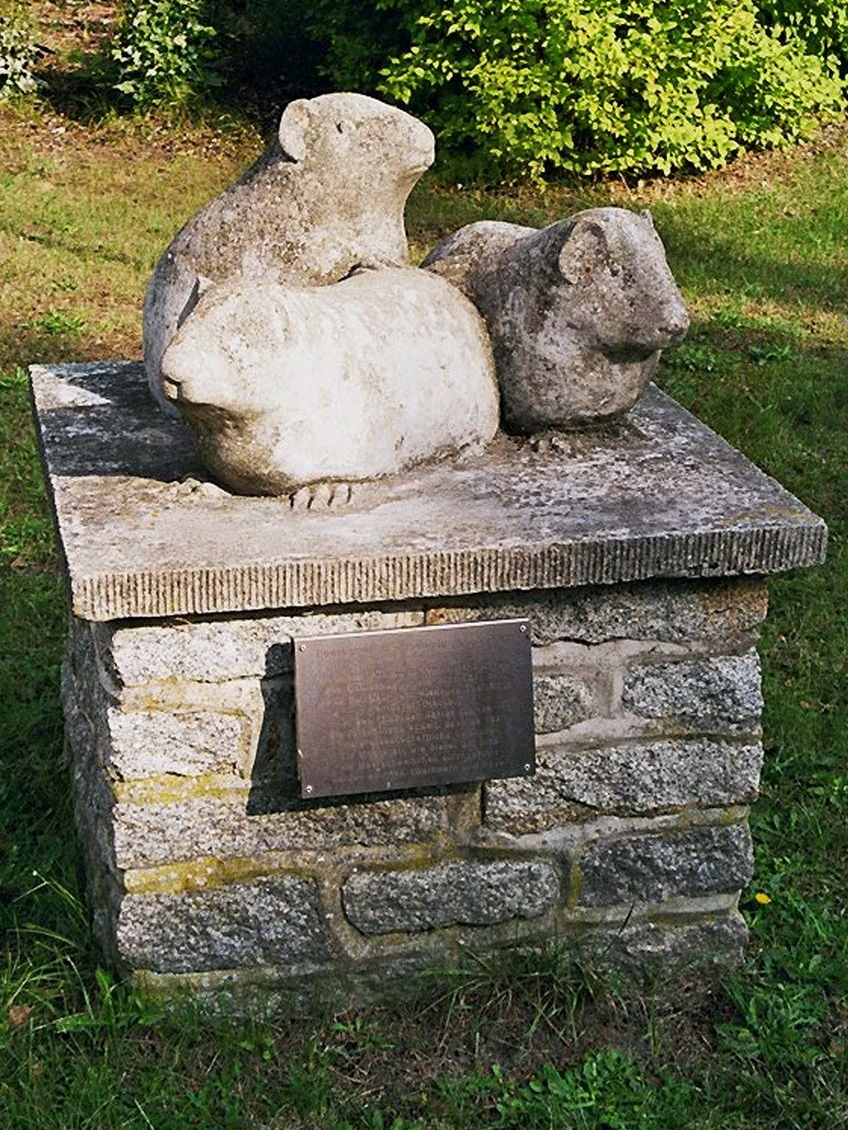